# Prayagraj (Division)
Die Division Prayagraj, auch Division Allahabad, ist eine Division im indischen Bundesstaat Uttar Pradesh. Der Verwaltungssitz befindet sich in der Stadt Prayagraj (Allahabad).

## Distrikte
Die Division Prayagraj gliedert sich in vier Distrikte:
| Distrikt   | Verwaltungssitz | Fläche in km² | Einwohner (2011) | Ew./km² |
| ---------- | --------------- | ------------- | ---------------- | ------- |
| Prayagraj  | Prayagraj       | 5.482         | 5.954.391        | 1.086   |
| Fatehpur   | Fatehpur        | 4.152         | 2.632.733        | 634     |
| Kaushambi  | Manjhanpur      | 1.779         | 1.599.596        | 899     |
| Pratapgarh | Bela Pratapgarh | 3.717         | 3.209.141        | 863     |